# 萨克森足球联赛
萨克森足球联赛（德語：Fußball-Sachsenliga，原称萨克森州级联赛），根据主赞助商也被称为“WEKU萨克森联赛”，是萨克森足球协会辖下的顶级足球联赛以及德国足球联赛系统中的第六级赛事。

## 架构
萨克森联赛是德国足球协会的下属赛事，自2008年起位居德国足球联赛系统中的第六级。其冠军可以直接升入东北高级联赛，并根据球队所处的地理方位被分配至北赛区或南赛区。每季从萨克森联赛降级的球队数量取决于从更高级别联赛降级的球队数量，但至少会有2支球队降入下一级分为4个赛区的州级联赛。由于来自韦特海姆的中小型门窗制造商WEKU自2016年起成为主赞助商，便因此成为萨克森联赛的官方命名者。

## 历史

### 既往史
如今萨克森联赛的前身早在第二次大战结束后的元年便已诞生。在苏联占领区对于体育交流的区域限制于1946年中期被取消后，萨克森州便在1946年形成了最初的三个足球行政区联赛（德累斯顿、开姆尼茨及莱比锡），其中只会产生地区性冠军，而不会决出萨克森足球冠军。在1947年秋季，则再增加另外两个行政区的分赛区（上卢萨蒂亚领土内的东萨克森、茨维考-福格特兰范围内的西萨克森）。
此外在1947-48赛季，重新恢复了由五个行政区联赛各分为单赛区作赛（莱比锡除外，双赛区）的模式。然后再由五个行政区的冠军（莱比锡除外，仅亚军）参加四分之一决赛，但另外3队的选择标准时至今日已不可考。在随后的半决赛中，由普拉尼茨和梅拉内胜出，但这只是为了确定第一届东区足球锦标赛的参赛资格。萨克森冠军未能再度决出。
1948-49赛季成为首个有迹可循的赛季。五个萨克森行政区的冠军首先会参加第一轮季后赛，相互间各循环对阵一次。前三名球队再参加第二轮季后赛，决出最终的萨克森冠军。这一年，德累斯顿腓特烈城分别战胜梅拉内（3比2）以及莱比锡工业（1比0），从而夺得战后首个萨克森冠军。
在1949-50赛季，则新成立了规模为12支或11支球队的双轨制州级联赛作为东德足球的第二级赛事。赛季结束后，德累斯顿米克滕夺得东区冠军，西区冠军则由劳特上游获得 。而在三场季后决赛中，德累斯顿米克滕分别以1比0、1比2和3比2的比分最终加冕萨克森冠军。
自1950-51赛季起，东德足协在高级联赛和州级联赛之间加入了新设立的东德联赛，这使得州级联赛降格为第三级。最后的两个萨克森冠军分别是1950-51赛季的普劳恩萨克森出版社和1951-52赛季的武尔岑上游。在1952年东德解散联邦州并由15个行政区所取代后，州级联赛开始分拆为与国家区划相平行的15个行政区联赛。其中在萨克森境内便有莱比锡行政区联赛、德累斯顿行政区联赛和开姆尼茨行政区联赛（自1953年起称为卡尔·马克思城）。各行政区冠军可以通过参加升级季后赛以争夺升入东德联赛的资格。

### 两德统一后
在萨克森足球协会于1990年10月组建后，全新的萨克森州级联赛亦跟随设立，它最初由12支球队组成，是萨克森州的顶级足球联赛。它涵盖了原莱比锡、德累斯顿和开姆尼茨三个行政区联赛的范围，这三个联赛各为新联赛贡献4支球队。萨克森州级联赛是在原东德足球联赛系统内设立，并在其首个赛季结束后，于1991年加入德国一体化的联赛系统。截至2015-16赛季，四个州等联赛（Landesklasse）一直担任州级联赛的输送联赛。
萨克森州级联赛本身也是一个输送联赛，连同图林根联赛和萨克森-安哈尔特协会联赛一起，它们的冠军可以直接升入东北高级联赛南区。因此，它在当时位居德国足球联赛系统的第四级。一个赛季后，联赛的球队规模增加至14支，在1996年则再次扩军为16队。
1994年，随着新增东北地区联赛为联赛系统的第三级，萨克森州级联赛沦为第五级赛事。而在2008年德丙联赛成立后，州级联赛再降一级，但这都没有改变它作为东北地区联赛的输送联赛地位。萨克森和图林根州级联赛的命名是罕见的，因为在德国这个级别中的所有其他联赛都使用协会联赛的称谓。这只是由萨克森和图林根的当地足球协会的选择，如果他们愿意，称谓亦可改为协会联赛。

## 历年冠军
| - 1991：普劳恩 - 1992：德累斯顿 - 1993：开姆尼茨业余队 - 1994：普劳恩 - 1995：德累斯顿 - 1996：德累斯顿北 - 1997：格里马 - 1998：莱比锡业余队 - 1999：齐陶 | - 2000：里萨钢铁 - 2001：新格斯多夫 - 2002：德累斯顿劳伯加斯特 - 2003：奥尔巴赫 - 2004：艾伦堡 - 2005：布迪萨包岑 - 2006：茨维考 - 2007：马克兰斯泰特 - 2008：厄尔士山奥厄二队 | - 2009：德累斯顿迪纳摩二队 - 2010：开姆尼茨二队 - 2011：福尔图娜开姆尼茨 - 2012：马克兰斯泰特 - 2013：上卢萨蒂亚新格斯多夫 - 2014：RB莱比锡二队 - 2015：比绍夫斯韦尔达08 - 2016：莱比锡化学 |